# 9222 Chubey
9222 Chubey è un asteroide della fascia principale. Scoperto nel 1995, presenta un'orbita caratterizzata da un semiasse maggiore pari a 3,1372754 UA e da un'eccentricità di 0,1766659, inclinata di 17,30860° rispetto all'eclittica.
L'asteroide è dedicato all'astrometrista russo Markiyan S. Chubey.